# Port Authority Trans-Hudson

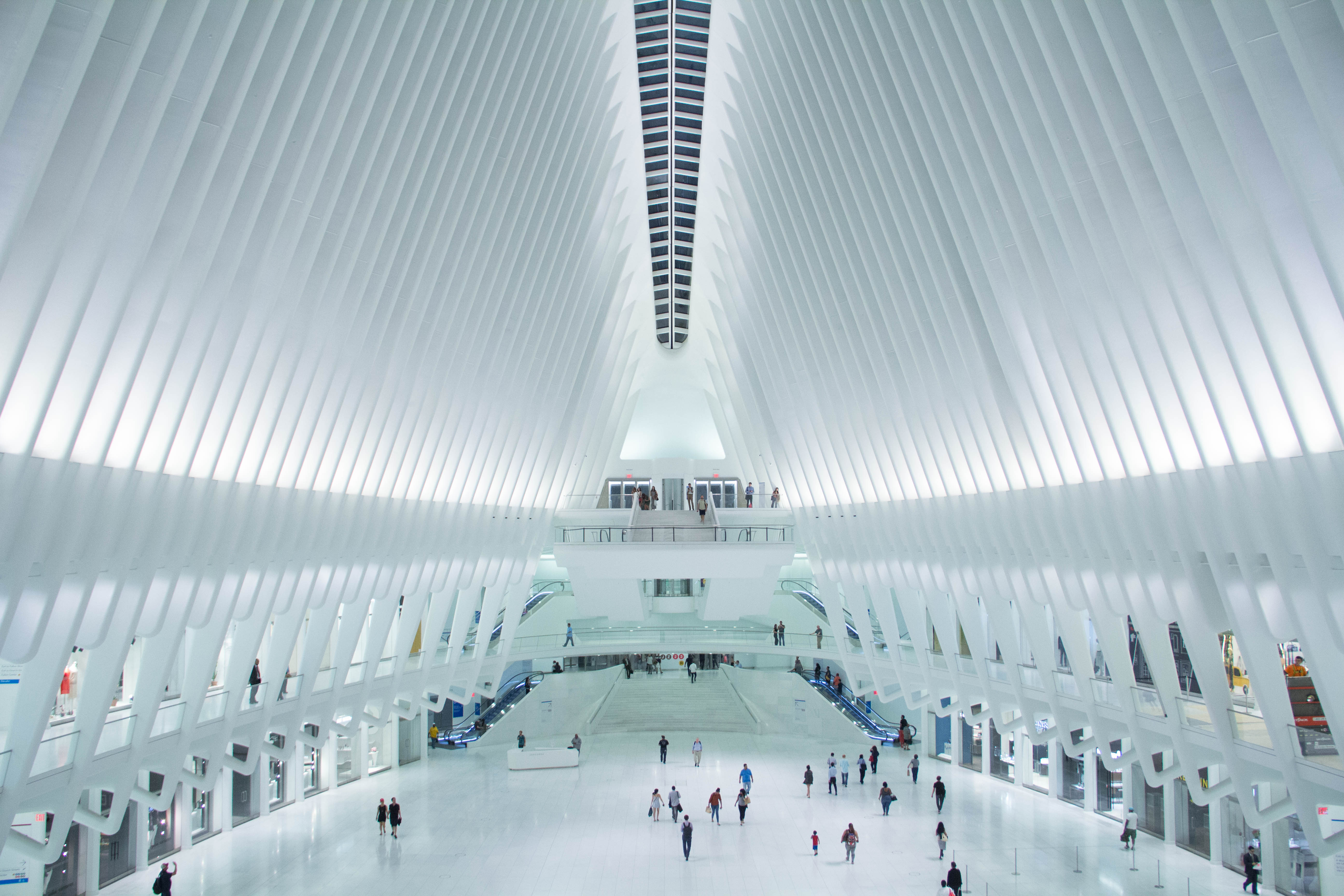
Interno della nuova stazione World Trade Center inaugurata nel 2016 su progetto di Santiago Calatrava

La Port Authority Trans-Hudson (nota anche in inglese con la sigla PATH) è una linea metropolitana che collega il distretto di Manhattan della città di New York alle città di Newark, Harrison, Hoboken e Jersey City nel nord del New Jersey. È gestita dalla Autorità Portuale di New York e New Jersey, un'agenzia controllata dai governi dei due stati.
Anche se alcune stazioni della PATH sono adiacenti o collegate a quelle della metropolitana di New York, della Newark Light Rail, della Hudson-Bergen Light Rail e della New Jersey Transit, i sistemi di trasporto sono indipendenti tra loro e non hanno tariffe in comune; è comunque possibile utilizzare sulla PATH come mezzo di pagamento la tessera prepagata MetroCard della metropolitana di New York.
La PATH ha una lunghezza totale di 22,2 km, sono sotterranei solo i tratti di Manhattan, Hoboken e del centro di Jersey City. L'attraversamento del fiume Hudson avviene attraverso tunnel in ghisa risalenti all'inizio del XX secolo. Il tratto da Grove Street a Jersey City a Newark corre in superficie, in trincea e sopraelevato.
Nel 2016 la media giornaliera di passeggeri era di 269.000, il numero di passeggeri trasportati nell'anno 2015 è stato 78,6 milioni; il servizio è in funzione 24 ore al giorno, 7 giorni alla settimana.